# Hechtköpfe
Die Hechtköpfe (Luciocephalus) sind eine Gattung von 10 bis 20 Zentimeter lang werdenden Raubfischen, die zu den Labyrinthfischen gehört. Die Fische leben nahe der Oberfläche in Flüssen und Bächen der Malaiischen Halbinsel und des Malaiischen Archipels westlich der Wallace-Linie.
Hechtköpfe sind langgestreckt, seitlich etwas abgeflacht, von brauner Farbe und mit Längsstreifen, die von Art zu Art unterschiedlich sind. Ihr Kopf ist groß und spitzmäulig. Der Oberkiefer kann sehr weit vorgestreckt werden (1/3 der Kopflänge), das Maul bildet dann eine große Röhre und wird (durch Körperbeschleunigung) über die Beute geschoben (ohne Einsaugen!- Lauder & Liem 1983). Die Rückenflosse ist kurz und steht weit hinten, sie hat zehn bis zwölf Weichstrahlen, die Afterflosse wird durch einen Einschnitt geteilt und hat einen Hart und 18 bis 21 Weichstrahlen. Der zweite Flossenstrahl der Bauchflossen ist fadenartig verlängert. Die Anzahl der jeweiligen Flossenstrahlen unterscheiden sich bei den bekannten Arten kaum. Das Labyrinthorgan ist einfach gebaut.
Hechtköpfe ernähren sich hauptsächlich von Insekten und kleineren Fischen, sie sind Maulbrüter (Männchen; ca. 30 Tage).

## Arten

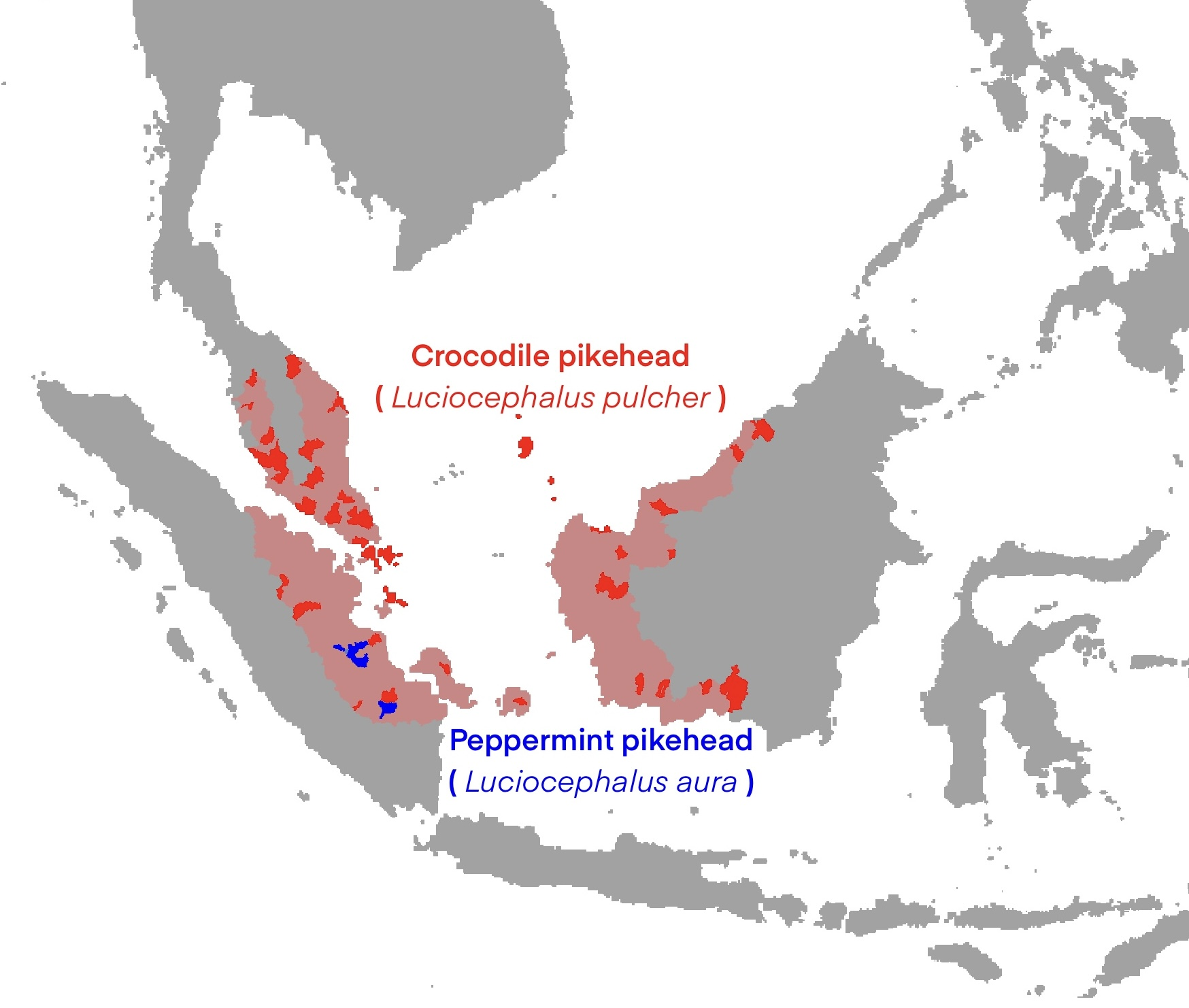
Das Verbreitungsgebiet der Gattung Luciocephalus

Es existieren zwei beschriebene Arten:
- Luciocephalus aura Tan & Ng, 2005: Diese Art hat grünliche und braune Längsstreifen und wird nur ca. 10 Zentimeter lang. Sie kommt in der Provinz Jambi auf Sumatra in kleinen Waldsümpfen vor.
- Luciocephalus pulcher (Gray, 1830): Diese Art hat hell- und dunkelbraune Längsstreifen und wird maximal 18–20 Zentimeter lang. Sie kommt auf der Malaiischen Halbinsel, Südborneo, Bangka und Belitung vor.